# Apodemik
Apodemik (av grekiskans ἀποδημεω, "resa", "åka bort") är ett samlande begrepp för tidigmoderna idéer om ett nyttigt resande syftande till utveckling av individer, samhälle och vetenskap.
De apodemiska idéerna formulerades vid 1500-talets mitt och bibehöll aktualitet fram till 1700-talets slut, då upplysningen och förändringar i resandet till följd av ångkraften gjorde dem omoderna. I tryckt form bildar apodemiken en egen litterär genre. Inom denna skrevs flera hundratals verk. Verken fick stor spridning på den tidigmoderna bokmarknaden och bland författarna fanns många framstående lärde.
En förklaring till apodemikens popularitet var resandets ökade omfattning under 1500-talet och framåt, såväl inom Europa, som mellan Europa och andra kontinenter. I och med detta växte behovet av teorier om resandets natur och dess följdverkningar. Resandet bidrog också till den fortlöpande upplösningen av den medeltida vetenskapen; med hjälp av nya upptäckter ifrågasattes hävdvunna auktoriteter och gränsen för det mänskliga vetandet försköts. En tredje förklaring är att resor hade börjat betraktas som en väsentlig del av utbildningen, först av vetenskapsmän och sedan av unga män över huvud taget (kvinnor reste i regel inte i utbildningssyfte).
Apodemiken var en typisk produkt av renässanshumanismen. Tanken var att resandet, om det skedde metodiskt, danade en handlingskraftig och nyttobringande personlighet som bidrog till det allmänna bästa. Ett av de verk som lade grunden för apodemiken var den i Basel verksamme läkaren Theodor Zwingers (1533–1588) Methodus apodemica in eorum gratiam qui cum fructu in quocumque tandem vitae genere peregrinari cupiunt (Apodemisk metod till nytta för dem, av vilken livsföring de än må vara, som önskar resa på ett fruktbart sätt), tryckt första gången 1577. I Sverige diskuterades apodemiken framförallt i dissertationer (avhandlingar) och orationer (tal) som ventilerades vid universiteten.